# Uragano Ike
L'uragano Ike ([aɪk]) è stata la nona tempesta, il quinto uragano e il terzo più grande uragano della stagione atlantica del 2008.
È un uragano del tipo Capo-Verde; è nato come disturbo tropicale vicino alla costa africana alla fine di agosto, poi ha fatto rotta verso Capo Verde sviluppandosi lentamente. Il primo settembre diventa una tempesta tropicale occidentale delle Isole di Capo Verde.
Il 4 settembre diventa un uragano di categoria 4.
Ha fatto 143 morti, principalmente ad Haiti, ma ha colpito anche Stati Uniti d'America e Cuba con danni per un totale di 31 miliardi di dollari. Quando fu degradato a tempesta tropicale, una parte colpì Indianapolis, durante il Gran Premio motociclistico di Indianapolis, valido per il Motomondiale, causando l'annullamento della Classe 250 e la fine anticipata della MotoGP e della classe 125. L'uragano si è dissipato il 16 settembre. È diventata la tempesta più letale del 2008 e il suo nome Ike è stato ritirato diversi mesi dopo. In seguito si vociferava che la tempesta prendesse il nome da un personaggio di Fire Emblem, ma da allora la stampa si è opposta.

## Storia Meteorologica
Le origini di questa tempesta sono state fatte risalire a un'onda tropicale ben definita identificata per la prima volta dal centro nazionale degli uragani appena all'interno della costa occidentale dell'Africa il 28 agosto 2008. Nonostante lo sviluppo di un'area di bassa pressione associata all'onda e segni di organizzazione in condizioni favorevoli vicino alle isole di Capo Verde, il sistema è stato in grado di generare solo attività temporalesca intermittente. L'ampia bassa pressione ha continuato a seguire verso ovest ed è stata considerata sufficientemente organizzata da essere classificata come una depressione tropicale alle 6:00 UTC del 1 settembre 2008. A questo punto, la tempesta aveva tracciato 780 miglia (1260 chilometri) a ovest di Capo Verde. Sebbene la post-analisi abbia indicato che la depressione ha raggiunto la forza di una tempesta tropicale alle 12:00 UTC di quel giorno, operativamente il centro nazionale per gli uragani ha iniziato a emettere avvisi su Ike tre ore dopo, momento in cui il sistema aveva già guadagnato numerose bande di pioggia curve e un deflusso ben consolidato. Nelle ore successive, Ike ha sviluppato ulteriori bande di pioggia, ma non è riuscito a sviluppare un'area di convezione centralizzata a causa della presenza di aria secca a sud della tempesta e della sua posizione in un'area con temperature superficiali del mare solo marginalmente favorevoli. Questi fattori furono anche responsabili della lenta tendenza allo sviluppo di Ike iniziata dopo la formazione.
Il graduale rafforzamento di Ike ha iniziato ad accelerare all'inizio del 3 settembre 2008 con il rafforzamento di un'intensa fascia di pioggia intorno al centro della tempesta. All'incirca alle 15:00 UTC di quel giorno, l'imaging a microonde indicava che un occhio primordiale si stava sviluppando all'interno della tempesta tropicale che si intensificava. Seguendo verso nord-ovest, il centro nazionale degli uragani ha aggiornato Ike allo stato di uragano alle 18:00 UTC in base a stime oggettive dell'intensità del satellite e all'aspetto dell'occhio sulle immagini satellitari visibili. Durante questo periodo, Ike era centrata a 690 miglia (1110 chilometri) a est-nord-est delle Isole Sottovento e seguiva l'ovest-nord-ovest a causa di una cresta subtropicale indebolita a nord-est. Il posizionamento di Ike in un'area praticamente priva di wind shear ha permesso all'uragano di subire un'intensificazione esplosiva nonostante i venti sfavorevoli di livello superiore a nord, raggiungendo la maggiore forza dell'uragano sei ore dopo la sua designazione come uragano. Alle 06:00 UTC del 4 settembre 2008, Ike ha raggiunto il picco con venti massimi sostenuti di 145 miglia all'ora (233 chilometri all'ora) e una pressione barometrica minima di 935 millibar (27,6 pollici di mercurio), rendendo la tempesta una categoria 4 su la scala del vento dell'uragano. Dopo aver raggiunto il picco di forza, una cresta di alta pressione a ovest della tempesta si è rafforzata, costringendo Ike a seguire verso sud-ovest, un percorso insolito per il periodo dell'anno. Tuttavia, questa pista ha anche portato la tempesta in un'area di forte wind shear, causando la struttura asimmetrica della tempesta verso la fine del 4 settembre e l'indebolimento, scendendo brevemente sotto lo stato di uragano maggiore il 6 settembre mentre 150 miglia (240 chilometri) a est di Grand Isola Turca. Anche se il wind shear è diminuito e ha permesso la reintensificazione, Ike avrebbe fluttuato in forza nei prossimi giorni. Dopo essere passato vicino alle Isole Turks e Caicos, Ike ha fatto il suo primo approdo a Inagua alle Bahamas alle 13:00 UTC del 7 settembre 2008 con venti di 125 miglia all'ora (201 chilometri all'ora).
Dopo aver superato Inagua, lo sviluppo di un doppio eyewall, una caratteristica che di solito denota l'inizio di un ciclo di sostituzione del eyewall, ha leggermente indebolito Ike alla fine del 7 settembre 2008. Tuttavia, Ike è stato in grado di intensificare e raggiungere l'intensità della Categoria 4 per l'ultima volta prima di atterrare vicino a Cabo Lucrecia, sulla costa della provincia di Holguín a Cuba, entro le 00:00 UTC del giorno successivo. Sebbene Ike sia rimasto ben definito per la maggior parte della sua traversata dell'est di Cuba, il nucleo dell'uragano era stato interrotto quando aveva raggiunto il Mar dei Caraibi dopo aver trascorso alcune ore sulla terraferma. Nel corso del giorno successivo, Ike ha seguito verso ovest, parallelamente alla costa meridionale di Cuba senza molta intensificazione; a volte il centro dell'uragano si trovava entro 12 miglia (19 chilometri) dall'isola. Intorno alle 14:00 UTC del 9 settembre 2008, Ike ha fatto un secondo approdo cubano, questa volta a Punta La Capitana a Pinar del Rio, con venti di 80 miglia all'ora (130 chilometri all'ora). Circa sei ore dopo, l'uragano è emerso nel Golfo del Messico come un sistema leggermente indebolito.
Nonostante il monitoraggio sull'acqua, la prolungata interazione di Ike con Cuba aveva notevolmente interrotto il nucleo del sistema e, invece di rafforzarsi e fondersi rapidamente, il campo del vento della tempesta invece è cresciuto e ne è seguita solo un'intensificazione graduale. A causa del nucleo interno relativamente piccolo della tempesta e dell'intensità delle fasce di pioggia esterne, si è verificato un ciclo di sostituzione degli occhi, impedendo a Ike di intensificarsi rapidamente. Più o meno allo stesso tempo, un'area di alta pressione si è rafforzata a nord dell'uragano, spingendo il ciclone più a ovest di quanto inizialmente previsto. Spostandosi sulle acque calde della corrente di anello, Ike ha raggiunto un minimo secondario di pressione barometrica alle 00:00 UTC con una stima di 944 millibar (27.9 pollici di mercurio); anche se i venti continuerebbero a rafforzarsi in seguito, la pressione della tempesta aumenterebbe. Alla fine del 12 settembre 2008, Ike aveva raggiunto il limite occidentale della vicina area di alta pressione e aveva iniziato a curvare verso nord. La formazione di un occhio appena prima dell'approdo ha provocato un leggero aumento dei venti e alle 7:00 UTC del 13 settembre 2008, Ike è atterrato all'estremità nord-est dell'isola di Galveston in Texas, con una pressione barometrica minima di 950 millibar (28 pollici di mercurio) e venti sostenuti di 110 miglia all'ora (180 chilometri all'ora), rendendo Ike un uragano di categoria 2. Dopo aver tracciato l'entroterra, Ike si è indebolito mentre accelerava verso nord e poi verso nord-est, indebolendo allo stato di tempesta tropicale a est della Palestina, in Texas, alla fine del 13 settembre e successivamente diventando un potente ciclone extratropicale il 14 settembre sugli Ozarks. Seguì una fase di indebolimento più costante e, dopo aver percorso l'Ontario meridionale e il Quebec, i resti di Ike furono assorbiti da un altro basso extratropicale vicino al fiume San Lorenzo, il 15 settembre.